# Namibcypris costata
Namibcypris costata је животињска врста класе Crustacea која припада реду Podocopida и фамилији Candonidae. 

## Угроженост
Ова врста је изумрла, што значи да нису познати живи примерци.

## Распростањење
Пре изумирања, само Намибија.

## Станиште
Раније станиште врсте су била слатководна подручја.